# Diócesis católicas del siglo II
Este artículo presenta las circunscripciones territoriales católicas (diócesis y arquidiócesis) que trazan su historia hasta el siglo II (los hipervínculos de cada circunscripción se colocarán en el último punto de su evolución). Fue probablemente en este siglo que se suprimió la diócesis de Itálica (España), creada en el siglo I, con lo que pasó a ser una sede titular. A lo largo de este siglo, se fundaron 21 comunidades (sin considerar aquí las diócesis de la Iglesia de Oriente que hoy no están en comunión con el obispo de Roma):
- 14 en Italia: Avellino, Belluno, Capua, Forlì, Nola, Perugia, Priverno, Terni, Tívoli, Todi, Tortona, Trento, Troia y Vicenza.
- 5 en Francia: Autun, Bayeux, Besançon, Lyon y Ruan.
- Lugo, en España.
- Colonia, en Alemania.

Lyon, Besançon y Ruan fueron elevadas a arquidiócesis metropolitanas en los siglos III, IV y V, respectivamente, lo mismo que Colonia, al parecer en 747.

## Evolución posterior de las diócesis italianas
Pocos años después de la fundación del Sacro Imperio Romano Germánico, Capua fue elevada a arquidiócesis metropolitana (14 de agosto de 966).
En 1197, Belluno pasó a ser Belluno y Feltre, con la consiguiente supresión de Feltre. El 17 de enero de 1217, Priverno fue suprimida y su territorio integrado a la diócesis de Terracina, Priverno y Sezze. En 1462, Feltre fue restituida y la diócesis de Belluno y Feltre volvió a ser simplemente Belluno; sin embargo, el 1 de mayo de 1818, aquella fue nuevamente suprimida y esta volvió a ser Belluno y Feltre.
El 27 de marzo de 1882, Perugia fue elevada a arquidiócesis archidiocesana. El 12 de abril de 1907, Terni pasó a ser Terni y Narni, siendo suprimida la diócesis de Narni. Trento fue elevada a arquidiócesis archiepiscopal el 14 de junio de 1929 y a metropolitana el 6 de agosto de 1964, rango que adquirió también Perugia el 15 de agosto de 1972. Capua, por su parte, fue reducida a arquidiócesis archiepiscopal el 30 de abril de 1979.
El 13 de septiembre de 1983, la diócesis Terni y Narni y pasó a ser Terni, Narni y Amelia, con la supresión de la diócesis de Amelia. Por último, con la reorganización de las diócesis italianas del 30 de septiembre de 1986, hubo los siguientes cambios en las diócesis que surgieron en el siglo II:
- Belluno y Feltre pasó a ser Belluno - Feltre.
- Forlì pasó a ser Forlì - Bertinoro, con la supresión de Bertinoro.
- Perugia pasó a ser Perugia - Città della Pieve, con la supresión de Città della Pieve.
- Terni, Narni y Amelia pasó a ser Terni - Narni - Amelia.
- Todi fue suprimida y su territorio integrado a Orvieto - Todi.
- Troia fue suprimida y su territorio integrado a Lucera - Troia.

## Fuente
- «Giga-Catholic Information».

- Datos: Q5480783